# جونوسوکه سچنیدر
جونوسوکه سچنیدر (انگلیسی: Junnosuke Schneider؛ زادهٔ ۲۲ مهٔ ۱۹۷۷) بازیکن فوتبال اهل ژاپن است.
از باشگاه‌هایی که در آن بازی کرده‌است می‌توان به باشگاه فوتبال ساگان توسو اشاره کرد.